# Mille mois
Pour plus de détails, voir Fiche technique et Distribution.
Mille mois est un film marocain réalisé par Faouzi Bensaïdi, sorti en 2003.
Le film est présenté en section Un certain regard au Festival de Cannes 2003 où il remporte le Prix Premier Regard.

## Synopsis
Au Maroc en 1981, Mehdi, un garçon de sept ans, et sa mère Amina s'installent chez son grand-père à cause de l'emprisonnement de son père.

## Fiche technique
- Titre : Mille mois
- Réalisation : Faouzi Bensaïdi
- Scénario : Faouzi Bensaïdi
- Photographie : Antoine Héberlé
- Montage : Sandrine Deegen
- Pays d'origine : Maroc
- Format : Couleurs - 35 mm - 2,35:1 - Dolby Surround
- Genre : drame
- Durée : 124 minutes
- Dates de sortie
  -  France : 16 mai 2003 (Festival de Cannes 2003), 1er octobre 2003 (sortie nationale)
  -  Maroc : 3 octobre 2003 (Festival international du film de Marrakech)

## Distribution
- Fouad Labied : Mehdi
- Nezha Rahile : Amina
- Mohamed Majd : le grand-père
- Mohammed Afifi : Houcine
- Abdelati Lambarki : le caid
- Mohamed Bastaoui : le frère du caid
- Brahim Khai : le moqadam
- Abdellah Chicha : Abdelhadi
- Mohamed Choubi : Marzouk,l'instituteur
- Hajar Masdouki : Saadia
- Meryem Massaia : Malika
- Nabila Baraka : Lalla hnia
- Mohammed Talibi : The Kaid
- Faouzi Bensaïdi : Samir
- Rachid Bencheikh : le berger

## Accueil

### Accueil critique
L'accueil critique est positif : le site Allociné recense une moyenne des critiques presse de 3,8/5, et des critiques spectateurs à 3,2/5.
Pour Amélie Dubois des Inrocks, « pour son premier long métrage, Faouzi Bensaïdi, sans faire de propositions formelles franchement nouvelles, échappe à toute lourdeur et séduit par la saisie discrète de beaux appels d'air. ».
Pour Amélie Dubois des Télérama, « Mille mois, c'est un peu long, sans doute. Mais cette chronique villageoise attentive entremêle mille détails et personnages d'une belle polychromie. . ».

## Prix
- 2003 : Prix Premier Regard au Festival de Cannes 2003.